# David González Giraldo
Pour les articles homonymes, voir David González et Gonzalez.
David González, né le 20 juillet 1982 à Medellín (Colombie), est un footballeur colombien, qui évolue au poste de Gardien de but à l'Itagüí Ditaires. Au cours de sa carrière, il évolue à l'Independiente Medellín, au Deportivo Cali, à Rizespor, à Huracán, à Manchester City, à Leeds United, à Aberdeen FC, à Brighton & Hove Albion, à Barnsley et au Deportivo Pasto ainsi qu'en équipe de Colombie.
Gonzalez ne marque aucun but lors de son unique sélection avec l'équipe de Colombie en 2005.

## Biographie
Laissé libre par Manchester City en janvier 2012, il est recruté par le club de Brighton & Hove Albion où il signe un contrat de cinq mois.

## Palmarès

### En équipe nationale
- 1 sélection et 0 but avec l'équipe de Colombie en 2005.

### Avec l'Independiente Medellín
- Vainqueur du Championnat de Colombie de football en 2002 (Tournoi de clôture) et 2004 (Tournoi d'ouverture).

## Parcours d'entraîneur
- juin 2022-mai 2023 :  CD Independiente Medellín
- sep. 2023-déc. 2024 :  Deportes Tolima
- depuis jan. 2025 :  Millonarios FC